# Komenda Wojewódzka Policji w Gorzowie Wielkopolskim
Komenda Wojewódzka Policji w Gorzowie Wielkopolskim – jednostka organizacyjna Policji obejmująca swoim zasięgiem terytorium województwa lubuskiego podlegająca bezpośrednio Komendzie Głównej Policji. Funkcję komendanta wojewódzkiego pełni insp. Jerzy Czebreszuk.

## Struktura organizacyjna Komendy[1]

### Komórki podległe Komendantowi Wojewódzkiemu
- Wydział Kontroli
- Wydział Kadr i Szkolenia
- Wydział Komunikacji Społecznej
- Wydział Bezpieczeństwa Informacji
- Zespół ds. Prawnych
- Jednoosobowe Stanowisko ds. Audytu Wewnętrznego
- Zespół ds. Ochrony Praw Człowieka
- Zespół Psychologów
- Zespół Prasowy

### Komórki podległe I Zastępcy Komendanta Wojewódzkiego
- Wydział Prewencji
- Wydział Ruchu Drogowego
- Sztab Policji
- Wydział Postępowań Administracyjnych
- Wydział Konwojowy

### Komórki podległe Zastępcy Komendanta Wojewódzkiego
- Wydział Kryminalny,
- Wydział Dochodzeniowo-Śledczy,
- Wydział Techniki Operacyjnej,
- Wydział Wywiadu Kryminalnego,
- Laboratorium Kryminalistyczne,
- Wydział do Walki z Korupcją,
- Wydział do Walki z Przestępczością Gospodarczą,

- Wydział Gospodarki Materiałowo-Technicznej,
- Wydział Nieruchomości,
- Sekcja ds. Zamówień Publicznych i Funduszy Pomocowych,
- Wydział Łączności i Informatyki,
- Zespół Ochrony Pracy
- Wydział Finansów